# Modernizm kataloński

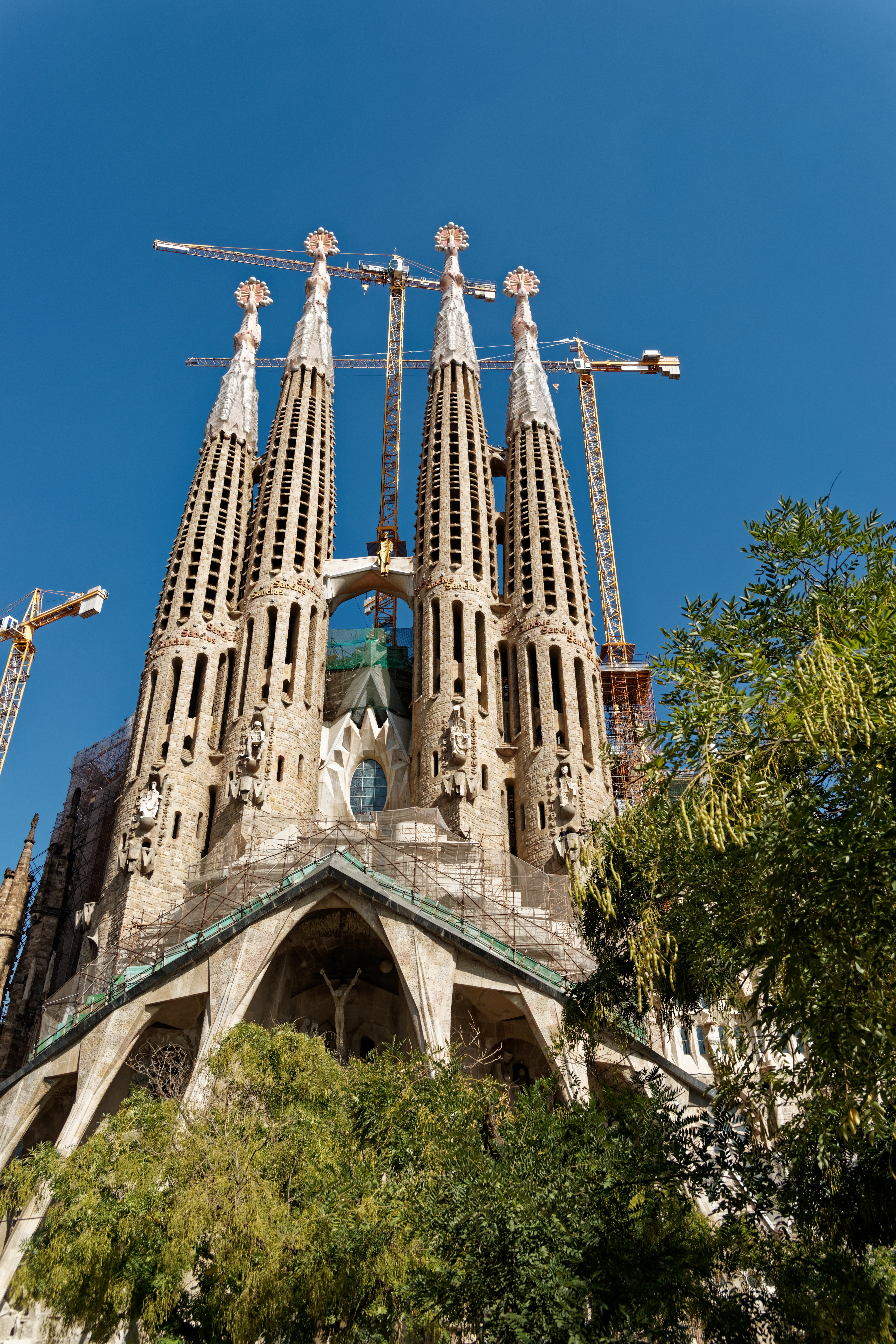
Sagrada Familia

Modernizm kataloński – ruch architektoniczny, który rozwinął się głównie w Katalonii i Barcelonie w przeciągu 50 lat od 1880 do 1930 roku.
Chociaż jest częścią ogólnego trendu mającego miejsce w całej Europie, w Katalonii nabywa osobowość i zróżnicowanie.
W styli modernizmu katalońskiego tworzyli m.in. Antoni Gaudí i Salvador Valeri i Pupurull. 

## Przykłady modernizmu katalońskiego
- La Casa Batlló
- Sagrada Família
- Park Güell